# Села, що увійшли до складу Сімферополя
Список сіл, що увійшли до складу міста Сімферополь, Автономна Республіка Крим.

## Історія
В процесі зростання міста навколо основних районів — Старого міста, Центра та Нового міста, утворювалися нові міські слобідки та райони, але довгий час також з ним межували села, що не входили до його складу.
Частина з них має вік, порівнянний з самим містом, наприклад Чокурча, Керменчик та Багча-Елі, що існували поряд з Акмесджитом за часів Кримського ханства. Інші з'являються після російської анексії міста, наприклад Підгородне-Петрівське та Новороманівка, або у радянські часи, наприклад Свобода та Українка.
Приєднання навколишніх сіл до міста почалося вже у радянські часи, у 1930-х роках, і закінчується 1989 роком. Звідтоді до міста приєднувалися лише окремі землі радгоспів та сільських рад.

## Перелік
- Багча-Елі — включене до складу міста перед Другою світовою війною.
- Червона Гірка — включене до складу міста перед Другою світовою війною.[2]
- Керменчик — територія колишнього села включена до складу міста перед Другою світовою війною, зараз район Петрівська балка.
- Підгородне-Петрівське — включене до складу міста перед Другою світовою війною, зараз місцевості Султан-Базар та Петрівська балка.[3]
- Українка — включене до складу міста перед Другою світовою війною.[4]
- Бітак (Пригородне) — включене до складу міста у 1950-тих роках.[5]
- Бор-Чокрак (Заводське) — включене до складу міста у 1957 році.[6]
- Жигулін гай — включене до складу міста у 1957 році.[7]
- Сергіївка — включене до складу міста у 1957 році.
- Новосергіївка — включене до складу міста у 1957 році.[8]
- Мар'їне — включене до складу міста у 1959 році.[9]
- Новороманівка — включене до складу міста у період з 1954 по 1968 рік.[10]
- Свобода — включене до складу міста 7 квітня 1977 року.
- Старий Абдал (Загороднє) — включене до складу міста у 1977 році.
- Новий Абдал (Біле) — включене до складу міста у 1977 році.[11]
- Чокурча (Лугове) — включене до складу міста у 1977 році.[12]
- Богурча (Кам'янка) — включене до складу міста 31 серпня 1989 року.
- Кирпичне — включене до складу міста 31 серпня 1989 року.[13]